# Ninh Thắng
Ninh Thắng là một xã thuộc huyện Hoa Lư, tỉnh Ninh Bình, Việt Nam.

## Địa lý
Xã Ninh Thắng nằm ở phía nam huyện Hoa Lư, cách thành phố Ninh Bình 5,5 km, có vị trí địa lý:
- Phía đông giáp thành phố Ninh Bình
- Phía tây giáp xã Ninh Hải
- Phía nam giáp xã Ninh Vân
- Phía bắc giáp xã Ninh Xuân và thành phố Ninh Bình.

Xã Ninh Thắng có diện tích là 4,23 km², dân số năm 2023 là 4.950 người mật độ dân số đạt 1.170 người/km².

## Hành chính
Xã Ninh Thắng được chia thành 4 thôn: Hành Cung, Hạ Trạo, Khả Lương, Tuân Cáo.

## Lịch sử
Ngày 27 tháng 12 năm 1975, Quốc hội ban hành Nghị quyết về việc thành lập tỉnh Hà Nam Ninh trên cơ sở tỉnh Ninh Bình và tỉnh Nam Hà. Khi đó, xã Ninh Thắng thuộc huyện Gia Khánh, tỉnh Hà Nam Ninh.
Ngày 27 tháng 4 năm 1977, Hội đồng Chính phủ ban hành Quyết định số 125-CP về việc thành lập huyện Hoa Lư trên cơ sở hợp nhất huyện Gia Khánh và thị xã Ninh Bình. Khi đó, xã Ninh Thắng thuộc huyện Hoa Lư mới thành lập.
Ngày 26 tháng 12 năm 1991, Quốc hội ban hành Nghị quyết về việc chia tỉnh Hà Nam Ninh thành tỉnh Nam Hà và tỉnh Ninh Bình. Khi đó, xã Ninh Thắng thuộc huyện Hoa Lư, tỉnh Ninh Bình.

## Văn hóa
Xã khi xưa có hành cung Vũ Lâm là một căn cứ kháng chiến nổi tiếng thời nhà Trần.